# (4801) Ohře
(4801) Ohře es un asteroide perteneciente al cinturón de asteroides, descubierto el 22 de octubre de 1989 por Antonín Mrkos desde el Observatorio Kleť, České Budějovice, República Checa.

## Designación y nombre
Designado provisionalmente como 1989 UR4. Fue nombrado Ohře en homenaje al río checo Ohře que nace en Alemania, cerca de la frontera checa y continua a través de las ciudades de Karlovy Vary, žatec y Louny hasta su desembocadura en el río Labe.

## Características orbitales
Ohře está situado a una distancia media del Sol de 2,643 ua, pudiendo alejarse hasta 3,069 ua y acercarse hasta 2,216 ua. Su excentricidad es 0,161 y la inclinación orbital 2,254 grados. Emplea 1569 días en completar una órbita alrededor del Sol.

## Características físicas
La magnitud absoluta de Ohře es 13. Tiene 13,961 km de diámetro y su albedo se estima en 0,091.